# Keener (Carolina del Norte)
Keener es un lugar designado por el censo ubicado en el condado de Sampson en el estado estadounidense de Carolina del Norte. En el año 2000, la localidad tenía una población de 508 habitantes en una superficie de 28.9 km², con una densidad poblacional de 17.6 personas por km².

## Geografía
Keener se encuentra ubicado en las coordenadas 35°6′47″N 78°18′55″O / 35.11306, -78.31528. Según la Oficina del Censo, la localidad tiene un área total de 28,9 km² (11,2 mi²), de la cual 28,9 km² (11,2 mi²) es tierra y 0 km² (0 mi²) (0.0%) es agua.

### Localidades adyacentes
El siguiente diagrama muestra a las localidades en un radio de 16 kilómetros (9,9 mi) de Keener.

## Demografía
En el 2000, la renta per cápita promedia del hogar era de $23.125, y el ingreso promedio para una familia era de $42.679. El ingreso per cápita para la localidad era de $18.257. En 2000 los hombres tenían un ingreso per cápita de $31.250 contra $11.534 para las mujeres. Alrededor del 13.80% de la población estaba bajo el umbral de pobreza nacional.